# Liste der Naturdenkmale in Neuenstein (Hohenlohe)
| Naturdenkmale | Anzahl |
| ------------- | ------ |
| FND           | 8      |
| END           | 6      |
| Gesamt        | 14     |

Die Liste der Naturdenkmale in Neuenstein nennt die verordneten Naturdenkmale (ND) der im baden-württembergischen Hohenlohekreis liegenden Stadt Neuenstein. In Neuenstein gibt es insgesamt vierzehn als Naturdenkmal geschützte Objekte, davon acht flächenhafte Naturdenkmale (FND) und sechs Einzelgebilde-Naturdenkmale (END).
Stand: 1. November 2016.

## Flächenhafte Naturdenkmale (FND)
| Name                                   | Bild | Kennung     | Einzelheiten | Position | Fläche Hektar | Datum         |
| -------------------------------------- | ---- | ----------- | ------------ | -------- | ------------- | ------------- |
| Feuchtbiotop                           | BW   | 81260580004 | Neuenstein   | ⊙        | 0,5           | 9. Nov. 1984  |
| Feuchtfläche                           | BW   | 81260580011 | Neuenstein   | ⊙        | 0,3           | 24. Apr. 1989 |
| Feuchtgebiet beim Feuersee Eschelbach  | BW   | 81260580005 | Neuenstein   | ⊙        | 0,2           | 9. Nov. 1984  |
| Feuchtgebiet „Koppe“                   | BW   | 81260580006 | Neuenstein   | ⊙        | 1,0           | 9. Nov. 1984  |
| Hohlwege                               | BW   | 81260580003 | Neuenstein   | ⊙        | 1,2           | 9. Nov. 1984  |
| Klinge mit Grünbestand (Kobelesklinge) | BW   | 81260580012 | Neuenstein   | ⊙        | 1,0           | 24. Apr. 1989 |
| Pflanzenstandort „Pfaffenberg“         | BW   | 81260580014 | Neuenstein   | ⊙        | 2,2           | 24. Apr. 1989 |
| Teich bei Stolzeneck                   | BW   | 81260580013 | Neuenstein   | ⊙        | 0,2           | 24. Apr. 1989 |
| Legende für Naturdenkmal               |      |             |              |          |               |               |

## Einzelgebilde (END)
| Name                                | Bild | Kennung     | Einzelheiten | Position | Fläche Hektar | Datum         |
| ----------------------------------- | ---- | ----------- | ------------ | -------- | ------------- | ------------- |
| 1 Eiche                             |      | 81260580001 | Neuenstein   | ⊙        | 0,0           | 26. Apr. 1937 |
| 1 Linde                             | BW   | 81260580007 | Neuenstein   | ⊙        | 0,0           | 24. Apr. 1989 |
| 1 Linde                             | BW   | 81260580009 | Neuenstein   | ⊙        | 0,0           | 24. Apr. 1989 |
| 1 Mostbirnenbaum (sog. „Totenbaum“) | BW   | 81260580010 | Neuenstein   | ⊙        | 0,0           | 24. Apr. 1989 |
| 1 Mostbirnenbaum                    | BW   | 81260580002 | Neuenstein   | ⊙        | 0,0           | 21. Jan. 1982 |
| 1 Sommerlinde                       | BW   | 81260580008 | Neuenstein   | ⊙        | 0,0           | 24. Apr. 1989 |
| Legende für Naturdenkmal            |      |             |              |          |               |               |